# پیتر هانان
پیتر هانان (به انگلیسی: Peter Hannan) (زاده: ۱۳ اوت ۱۹۵۴) تهیه‌کننده و نویسنده آمریکایی است. وی را بخاطر خلق انیمیشن گربه‌سگ می‌شناسند. از دیگر کارهای هانان می‌توان به مرغ ربات اشاره کرد.
هانان به تنهایی در عناوین مختلفی چون نویسنده، طراح کاراکتر، کارگردان هنری و ... برای بیش از ۱۰۰ قسمت این انیمیشن فعالیت کرده است.

## پیوند
- پیتر هانان در بانک اطلاعات اینترنتی فیلم‌ها